# Episodi de Il medico di campagna (ottava stagione)
L'ottava stagione della serie televisiva Il medico di campagna è stata trasmessa in anteprima in Germania dalla ZDF tra il 1º gennaio 1999 e il 26 marzo 1999.
| nº | Titolo originale    | Titolo italiano | Prima TV Germania | Prima TV Italia |
| -- | ------------------- | --------------- | ----------------- | --------------- |
| 1  | Neues Leben         |                 | 1º gennaio 1999   |                 |
| 2  | Das Schmerzenskind  |                 | 8 gennaio 1999    |                 |
| 3  | Unverhoffter Besuch |                 | 15 gennaio 1999   |                 |
| 4  | Die Geiselnahme     |                 | 22 gennaio 1999   |                 |
| 5  | Abschied für immer  |                 | 29 gennaio 1999   |                 |
| 6  | Sag das noch mal    |                 | 5 febbraio 1999   |                 |
| 7  | Glück und Leid      |                 | 12 febbraio 1999  |                 |
| 8  | Anglergeist         |                 | 19 febbraio 1999  |                 |
| 9  | Hinterm Rücken      |                 | 26 febbraio 1999  |                 |
| 10 | Flucht nach vorn    |                 | 5 marzo 1999      |                 |
| 11 | Flotter Dreier      |                 | 12 marzo 1999     |                 |
| 12 | Eifersucht          |                 | 19 marzo 1999     |                 |
| 13 | November            |                 | 26 marzo 1999     |                 |